# Jean Dobiasch
Jean Dobiasch (ur. 17 stycznia 1922) – francuski bokser polskiego pochodzenia. 

## Kariera zawodowa
Jako zawodowiec zadebiutował 7 kwietnia 1944 r., przegrywając z Lucienem Delleau. Jego kariera trwała do 1952 r. Podczas swojej zawodowej kariery walczył z m.in.: Tiberio Mitrim (trzykrotnie), Assane Dioufem, Cyrillem Delannoitem oraz Jacquesem Hairabedianem. Karierę zakończył z rekordem 13. zwycięstw, 23. porażek oraz 3. remisów.